# Ajahn Brahm
Ajahn Brahmavamso Mahathera (znany jako Ajahn Brahm), właściwie Peter Betts (ur. 7 sierpnia 1951 w Londynie) – opat klasztoru Bodhinyana w Serpentine w Australii Zachodniej, Dyrektor ds. Duchowych Buddyjskiego Towarzystwa Stanu Australia Zachodnia, Doradca ds. Duchowych przy Buddyjskim Towarzystwie Stanu Wiktoria, Doradca ds. Duchowych przy Buddyjskim Towarzystwie Stanu Australii Południowej, Patron Duchowy Bractwa Buddyjskiego w Singapurze oraz Patron Duchowy ośrodka Bodhikusuma Centre w Sydney.

## Życiorys
Ajahn Brahm urodził się w rodzinie robotniczej. Z końcem lat 60. uzyskał stypendium i rozpoczął studia na wydziale fizyki teoretycznej Uniwersytetu Cambridge. Po ukończeniu studiów przez rok uczył w szkole średniej. Po roku wyjechał do Tajlandii i został mnichem oraz uczniem Ajahna Chaha.
Ajahn Brahm został wyświęcony na mnicha w Bangkoku w wieku dwudziestu trzech lat przez opata świątyni Wat Saket. Przez dziewięć lat studiował i praktykował w tradycji pustelników leśnych pod okiem Ajahna Chaha.
Brahm został zaproszony przez Buddyjskie Towarzystwo Stanu Australia Zachodnia do przyjazdu do Perth, gdzie miał pomagać Ajahnowi Jagaro w nauczaniu. Początkowo obaj mieszkali w starym domu na przedmieściach miasta w North Perth, lecz pod koniec 1983 roku zakupili 97 akrów (393 000 m²) zalesionej ziemi rolnej we wzgórzach Serpentine na południe od Perth. Miał tam później powstać klasztor Bodhinyana (od imienia mistrza obu nauczycieli, Ajahna Chaha Bodhinyany), który stał się pierwszym ściśle buddyjskim klasztorem na półkuli południowej i gdzie mieszka dziś największe w Australii zgromadzenie mnichów buddyjskich.
Początkowo na zakupionym terenie nie było żadnych zabudowań, a ponieważ w Perth była wówczas jedynie garstka buddystów, która nie mogła zgromadzić zbyt wielkich środków, mnisi sami zaczęli budować, by zaoszczędzić na kosztach. W ten sposób Ajahn Brahm nauczył się instalatorstwa i murarstwa i sam zbudował wiele z obecnych budynków klasztoru.
W 1994 roku Ajahn Jagaro zwolnił się z wykonywanych obowiązków, a rok później zrzucił szaty mnisie. Ciężar prowadzenia ośrodka spadł nagle na Ajahna Brahma, który po pewnych wahaniach zabrał się do dzieła z dużym entuzjazmem. Wkrótce posypały się zaproszenia do innych części Australii i Azji południowo-wschodniej; Ajahn Brahm był ceniony za doskonałe nauki i za poczucie humoru. Wystąpił na Międzynarodowym Szczycie Buddyjskim w Phnom Penh w 2002 roku i na trzech Globalnych Konferencjach Buddyjskich. Mimo uznania na forach publicznych Ajahn Brahm nadal poświęcał czas i uwagę osobom ciężko chorym i umierającym, więźniom oraz wszystkim tym, którzy chcieli się nauczyć medytacji; nie zaniedbywał również swojej Sanghi mnichów w Bodhinyana.
Ajahn Brahm odegrał również wielką rolę w dziele stworzenia klasztoru żeńskiego Dhammasara w Gidgegannup, położonego w górach na północny wschód od Perth, który stał się całkowicie niezależnym ośrodkiem; jego obecną opatką jest australijska mniszka, która praktykowała w Sri Lance, Ajahn Sr. Vayama.
22 października 2009 roku Ajahn Brahm odprawił w swoim klasztorze Bodhinyana ceremonię ordynacyjną, w której nadał święcenia czterem kobietom. W tajskiej tradycji leśnej kobiety (bhikkhuni) nie są ordynowane. Konsekwencją święceń na zebraniu Rady Starszych zakonu Wat Nong Pah Pong (Ubon Ratchathani w Tajlandii) został w dniu 1 listopada 2009 roku oficjalnie usunięty z Sanghi zakonu Wat Nong Pah Pong oraz ze stowarzyszenia skupiającego Sanghi leśne Zachodu, które kontynuują tradycję Ajahna Chah.

## Osiągnięcia
Jeszcze jako początkujący mnich Ajahn Brahm został poproszony o stworzenie anglojęzycznego przewodnika po buddyjskich przepisach życia monastycznego (vinaya); stał się on z czasem podstawą reguły w wielu klasztorach therawady w krajach zachodnich.
Obecnie Ajahn Brahm jest opatem klasztoru Bodhinyana w Serpentine w Australii Zachodniej, Dyrektorem ds. Duchowych Buddyjskiego Towarzystwa Stanu Australia Zachodnia, Doradcą ds. Duchowych przy Buddyjskim Towarzystwie Stanu Wiktoria, Doradcą ds. Duchowych przy Buddyjskim Towarzystwie Stanu Australii Południowej, Patronem Duchowym Bractwa Buddyjskiego w Singapurze oraz Patronem Duchowym ośrodka Bodhikusuma Centre w Sydney.
W październiku 2004 roku Uniwersytet im. Curtina przyznał Ajahnowi Brahmowi Medal Johna Curtina za jego osiągnięcia i zasługi dla całego społeczeństwa Australii. Obecnie Ajahn Brahm pracuje z mnichami i mniszkami wszystkich tradycji buddyjskich nad stworzeniem Stowarzyszenia Sanghi Australijskiej.
Ajahn Brahm jest autorem książek: Opening the Door of Your Heart: And Other Buddhist Tales of Happiness (którą publikowano później pod tytułem Who Ordered This Truckload of Dung?: Inspiring Stories for Welcoming Life’s Difficulties), oraz Mindfulness, Bliss, and Beyond: A Meditator’s Handbook.